# Toucanet koulik
Selenidera piperivora
Espèce
Statut de conservation UICN

 LC  : Préoccupation mineure
Le Toucanet koulik (Selenidera piperivora, anciennement : Selenidera culik) est une espèce d'oiseau appartenant à la famille des Ramphastidae.

## Systématique
Le nom de cette espèce était auparavant Selenidera culik, mais Piacentini et al. (2010) ont montré que Linné avait correctement décrit ce taxon en 1758 puis en 1766.

## Répartition
On le trouve dans le nord-ouest du Brésil, en Guyane française, au Guyana, Suriname et Venezuela.

## Habitat
Ses habitats naturels sont les forêts tropicales humides de basses altitudes.